# 波利亚诺米拉内塞
波利亚诺米拉内塞（義大利語：Pogliano Milanese），是意大利米兰省的一个市镇。总面积4.67平方公里，人口8237人，人口密度1763.8人/平方公里（2009年）。国家统计（ISTAT）代码为015176。